# Таддеи, Родриго
Родриго Ферранте Таддеи (порт. Rodrigo Ferrante Taddei; 6 марта 1980, Сан-Паулу, Бразилия) — бразильский футболист, имеющий итальянское гражданство, полузащитник.

## Биография
Таддеи является воспитанником футбольного клуба «Палмейрас», в основной состав которого он попал в 2000 году. После двух сезонов в «Палмейрасе» Родриго в сентябре 2002 года перешёл в клуб итальянской Серии B «Сиена». Он помог команде выйти в Серию A и хорошо проявил себя, сыграв за три года 76 матчей, в которых забил 14 гола.
Летом 2005 года Таддеи перешёл в столичную «Рому», где стал одним из ключевых игроков. Его отличал универсализм, благодаря которому Родриго мог играть на разных позициях от нападающего до защитника, выполнять оборонительные функции, задачи плеймейкера или самостоятельно завершать атаки. В «Роме» у Таддеи сложилась успешная связка с соотечественником Мансини, которому он часто ассистировал, либо сам забивал после передач партнёра. После ухода Мансини в «Интернационале» в 2008 году результативность обоих игроков заметно ухудшилась. Летом 2010 года у Таддеи закончился контракт с «Ромой», среди команд, которые были заинтересованы в приглашении 30-летнего полузащитника, назывались «Ювентус», «Милан», «Интернационале», «Атлетико Мадрид», «Валенсия», «Бавария», «Хоффенхайм», «Галатасарай» и «Фенербахче». Однако Родриго предпочёл остаться в «Роме», с которой заключил контракт ещё на четыре года.
В августе 2013 года сообщалось, что Таддеи близок к переходу в один из клубов ОАЭ, однако переход не состоялся. Летом 2014 года у Родриго закончился контракт с «Ромой», и он покинул клуб. Всего за «римлян» он сыграл 296 матчей, в которых забил 31 гол. Таддеи пять раз становился серебряным призёром чемпионата Италии, выиграл два Кубка и один Суперкубок Италии. После ухода из «Ромы» Родриго в статусе свободного агента заключил трёхлетний контракт с «Перуджей», выступающей в Серии B. Отыграв за «Перуджу» два сезона, в июле 2016 года Таддеи договорился с руководством клуба о расторжении контракта и покинул команду.
Таддеи имеет итальянские корни, его прадед и прабабушка родом из Перуджи и Турина. Родриго помимо бразильского имеет и итальянское гражданство. В 2007 году он заявлял, что не собирается выступать за сборную Италии и намерен дождаться приглашения в сборную Бразилии. Однако в 2009 году Таддеи изменил своё мнение и объявил о своей готовности ответить согласием, если тренер сборной Италии решит вызвать его в команду. В то же время тренер Марчело Липпи заявил, что не планирует привлекать в сборную новых натурализованных игроков.

## Достижения
Рома
- Обладатель Кубка Италии (2): 2006/07, 2007/08
- Обладатель Суперкубка Италии: 2007